# Гневкув
Гневкув (пол. Gniewków, нім. Girlachsdorf) — село в Польщі, у гміні Добромеж Свідницького повіту Нижньосілезького воєводства.
Населення — 395 осіб (2011).
У 1975-1998 роках село належало до Валбжиського воєводства.

## Демографія
Демографічна структура станом на 31 березня 2011 року:
|          | Загалом | Допрацездатний вік | Працездатний вік | Постпрацездатний вік |
| -------- | ------- | ------------------ | ---------------- | -------------------- |
| Чоловіки | 196     | 42                 | 142              | 12                   |
| Жінки    | 199     | 39                 | 119              | 41                   |
| Разом    | 395     | 81                 | 261              | 53                   |